# Yota Maejima
Yota Maejima (前嶋 洋太 Maejima Yota?), född 12 augusti 1997 i Kanagawa prefektur, är en japansk fotbollsspelare.
Maejima började sin karriär 2016 i Yokohama FC. 2018 flyttade han till Kataller Toyama. Han spelade 61 ligamatcher för klubben.